# 天主教安龙教区
天主教安龍教區（拉丁語：Dioecesis Nganlomensis）是天主教在中國貴州省西南部和廣西西北部設立的一個教區，屬於貴州教省。

## 概況
1946年4月11日，聖座在中國設立聖統制，安龍宗座代牧區升格為安龍教區，屬於貴州教省。
1950年，安龍教區信徒人數為11,403人、30個堂區、18位司鐸和5位修女。教座位於貴州省安龍市。自賈祿主教於1952年去世後，教區一直處於教座出缺況態。

## 歷史
1922年2月16日，羅馬教廷從貴州宗座代牧區和廣西宗座代牧區劃出貴州省與廣西省部分地區設立安龍宗座監牧區。宗座監牧區由巴黎外方傳教會會士負責管理，賈祿神父出任宗座監牧，轄區面積有45,000 平方公里。
1927年4月27日，安龍宗座監牧區升格為安龍宗座代牧區，賈祿晉牧成為宗座代牧。
1946年4月11日，聖座在中國設立聖統制，安龍宗座代牧區升格為安龍教區，屬於貴陽教省，賈祿繼續留任成為安龍教區首任主教。教區設有小修院、童貞修女院、加拿大天神之後聖母會修女院、痲瘋病院、醫院、孤兒院和二所小學及診所。
1949年10月1日，中國共產黨在中國大陸地區建立中華人民共和國，並開始針對天主教進行宗教迫害及打壓，教會已經無法正常功能。1966年至1979年的文化大革命期間，所有宗教活動停止。1980年代初，教區續步恢復宗教活動。
1999年12月6日，中國政府官方組織貴州省中國天主教愛國會擅自將貴陽總教區、安龍教區和石阡宗座監牧區合併及成立貴州教區，貴陽總教區正權主教王充一擔任貴州教區主教。同月17日，得到中國天主教主教團和中國天主教愛國會的批復同意。但是，聖座不承認有關變動，維持原有劃分。
2001年4月，貴州省政府把50年前充公的天主教聖心學校歸還給總教區。教會將校舍翻新後，易名為天主教利民學校，並於2002年9月1日重開。雖然學校是教會學校，但根據教育法，無法設立宗教科目。
2018年10月，景家沖聖母山被政府指是違法建設，遭責令盡快拆除，否則當局會依法強拆。

## 聖堂
教區有以所轄的歷史悠久聖堂：
- 楊柳街天主堂

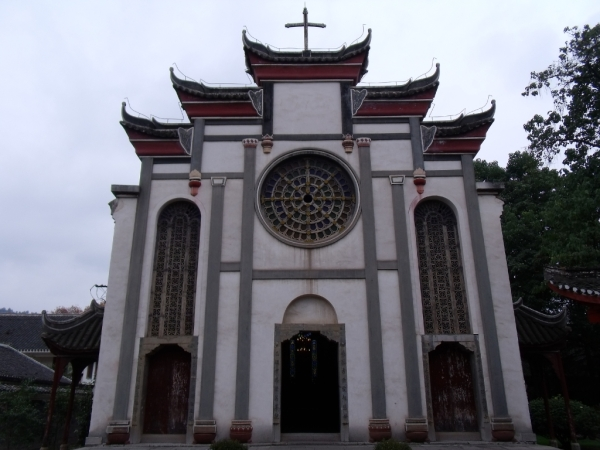
杨柳街天主堂

聖堂位置貴州省遵義市紅花崗街。聖堂建於1867年（同治6年），次年被毀。分別於1873年、1897年和1984年三次重建。聖堂以仿中式古典建築風格，設有大聖堂、神父宿舍和學堂。1935年紅軍長征期間，聖堂被佔用作為紅軍總政治部使用。1949年，中國共產黨建立中華人民共和國後，聖堂長期被佔用作圖書館。文化大革命期間更被毀，後政府出資重新按原貌重建，並成為遵義會議會址的紅軍總政治部舊址紀念館。現作為國家級文物，至今仍未有歸還安龙教區。
- 湄潭天主堂

聖堂位置貴州省遵義市湄潭縣。1935年紅軍長征期間，聖堂被佔用作為紅九軍司令部。2006年整修後作為革命愛國主義教育基地，至今仍未有歸還安龙教區。

## 歷任主教

### 安龍宗座監牧
- 賈祿神父, M.E.P.（1922年11月22日-1927年4月21日）：法國籍[5]

### 安龍宗座代牧
- 賈祿主教, M.E.P.（1927年4月21日-1946年4月11日）：法國籍

### 安龍主教
- 賈祿主教, M.E.P.（1946年4月11日-1952年1月26日）：法國籍
- 教座出缺（1952年-現任）